# Tầng Tremadoc
| Hệ/ Kỷ                                  | Thống/ Thế | Bậc/ Kỳ  | Tuổi (Ma) | Tuổi (Ma) |
| --------------------------------------- | ---------- | -------- | --------- | --------- |
| Silur                                   | Llandovery | Rhuddan  | trẻ hơn   | trẻ hơn   |
| Ordovic                                 | Trên/Muộn  | Hirnant  | 443.8     | 445.2     |
| Ordovic                                 | Trên/Muộn  | Katy     | 445.2     | 453.0     |
| Ordovic                                 | Trên/Muộn  | Sandby   | 453.0     | 458.4     |
| Ordovic                                 | Giữa       | Darriwil | 458.4     | 467.3     |
| Ordovic                                 | Giữa       | Đại Bình | 467.3     | 470.0     |
| Ordovic                                 | Dưới/Sớm   | Flo      | 470.0     | 477.7     |
| Ordovic                                 | Dưới/Sớm   | Tremadoc | 477.7     | 485.4     |
| Cambri                                  | Phù Dung   | Tầng 10  | già hơn   | già hơn   |
| Phân chia Kỷ Ordovic theo ICS năm 2017. |            |          |           |           |

Trong thời địa tầng, tầng Tremadoc (tiếng Anh: Tremadocian) là giai đoạn (bậc hay tầng động vật) đầu tiên của thống Hạ Ordovic trong hệ Ordovic của giới Cổ sinh thuộc Liên giới Hiển sinh. Nó diễn ra trong giai đoạn từ khoảng 488,3 ± 1,7 Ma cho tới khoảng 478,6 ± 1,7 Ma. Thời gian của tầng Flo là trước tầng Flo cùng thống và sau tầng 10 chưa đặt tên của thống Phù Dung thuộc hệ Cambri. Như thế nó là tầng thứ nhất của hệ Ordovic và là ranh giới giữa kỷ Ordovic và kỷ Cambri. Tên gọi của tầng đặt theo tên vịnh Tremadoc ở miền bắc Wales, do Adam Sedgwick đặt năm 1846 như là loạt Tremadoc.
GSSP là phẫu diện Green Point ở miền tây đảo Newfoundland, được IUGS phê chuẩn năm 2000, tại tọa độ 49°40′58,44″B 57°57′55,08″T / 49,66667°B 57,95°T.

## Định nghĩa
Đáy của hệ Ordovic và đáy của tầng thấp nhất trong hệ Ordovic (tầng Tremadoc) bị lộ ra trong nền duyên hải tại Green Point, phía tây đảo Newfoundland, ở mức 101,8 m, trong phạm vi tầng 23, trong phẫu diện đã đo đạc (tập Hạ Broom Point, thành hệ Green Point), trùng khớp với sự xuất hiện lần đầu tiên của loài răng nón Iapetognathus fluctivagus, và 4,8 m phía dưới lớp chứa các dạng bút thạch phù du có sớm nhất.

## Vị trí
Phẫu diện Green Point nằm trong phạm vi vườn quốc gia Gros Morne, khoảng 70 km từ sân bay Deer Lake và khoảng 10 km về phía bắc làng Rocky Harbour, miền tây Newfoundland.

## Trầm tích học
Phẫu diện Green Point bao gồm các lớp đá phiến màu đen, xám và lục xen kẽ, đá vôi dạng mấu micrit và dạng dải cùng đá hạt (grainstone trong phân loại Dunham). Đá vôi cuội kết chủ yếu bị giam hãm trong 1 tầng (tầng 19) và tầng dạng hạt đậu trong phạm vi tầng 25.

## Mốc dấu

### Sơ cấp
Sự xuất hiện lần đầu tiên của loài răng nón Iapetognathus fluctivagus trong phạm vi tầng 23.

### Thứ cấp
Bút thạch: Các dạng bút thạch phù du xuất hiện từ 4,8 m phía trên ranh giới tại phẫu diện Green Point. Các loài bút thạch phù du sớm nhất, Staurograptus dichotomus và Rhabdinopora praeparabola, cả hai đều có mặt tại phẫu diện Green Point.
Đồng vị cacbon: Mức ranh giới trùng khớp gần với đỉnh của chu kỳ dương trong d13C, đạt tới giá trị cao nhất trong khoảng ranh giới.

## Các vị trí khác trên thế giới
Ranh giới Cambri-Ordovic nằm tại thống Hạ Ibex ở Bắc Mỹ, tại đáy của tầng Warendian tại miền bắc Australia, trong Hạ Tremadoc như được sử dụng tại Kazakhstan, và trong Hậu Fengshanian ở miền bắc Trung Quốc.